# Cats Without Claws
Cats Without Claws – album amerykańskiej piosenkarki Donny Summer wydany w 1984 roku przez Geffen Records.
Większość materiału na albumie napisali Donna Summer i Michael Omartian, który również wyprodukował całość. Stylistycznie album oscylował wokół popu i R&B. Płyta nie powtórzyła sukcesu poprzednich wydawnictw piosenkarki i była jej pierwszą od czasu debiutu, która nie sprzedała się na tyle dobrze, by osiągnąć jakikolwiek certyfikat. Pierwszy singel, cover utworu „There Goes My Baby” z repertuaru grupy The Drifters, osiągnął umiarkowany sukces w Ameryce Północnej, ale kolejne single, „Supernatural Love” i „Eyes”, nie zdobyły znaczącej popularności. Religijna ballada „Forgive Me” została za to nagrodzona Grammy w kategorii Best Inspirational Performance.

## Lista utworów
Strona 1
1. „Supernatural Love” – 3:33
2. „It’s Not the Way” – 4:22
3. „There Goes My Baby” – 4:05
4. „Suzanna” – 4:29
5. „Cats Without Claws” – 4:20

Strona 2
1. „Oh Billy Please” – 4:55
2. „Eyes” – 4:45
3. „Maybe It’s Over” – 4:43
4. „I’m Free” – 4:29
5. „Forgive Me” – 4:30

## Notowania
| Kraj                              | Pozycja |
| --------------------------------- | ------- |
| Australia                         | 91      |
| Hiszpania                         | 12      |
| Holandia (MegaCharts)             | 19      |
| Kanada                            | 84      |
| Niemcy (Media Control)            | 39      |
| Norwegia (VG-lista)               | 15      |
| Stany Zjednoczone (Billboard 200) | 40      |
| Szwajcaria                        | 13      |
| Szwecja (Sverigetopplistan)       | 10      |
| Wielka Brytania (UK Albums Chart) | 69      |